# マックスドルフ
マックスドルフ (独: Maxdorf)はドイツ連邦共和国 ラインラント＝プファルツ州ライン＝プファルツ郡にある町村。マックスドルフ連合自治体 (独: Verbandsgemeinde Maxdorf) の行政庁所在地である。
ルートヴィヒスハーフェン・アム・ラインの西約11kmに位置する。